# Peter Quaghebeur
Peter Quaghebeur (Ieper, 22 december 1960) is een Belgisch bedrijfsleider. Sinds 2020 is hij CEO van mediabedrijf Mediafin.

## Levensloop
Peter Quaghebeur is een zoon van Roger Quaghebeur en Erna Frimout. Zijn vader was PR-verantwoordelijke bij Picanol. Hij studeerde diplomatieke wetenschappen aan de Rijksuniversiteit Gent (1984).
Hij was onder meer commercieel directeur van mediabedrijf De Persgroep tot 1999. Vervolgens werd hij commercieel directeur van de Vlaamse Mediamaatschappij (VMMa). Vier jaar later werd hij er directeur-generaal, een functie die hij uitoefende tot augustus 2011. In juni 2012 werd hij CEO van de Nederlandse uitgeverij WPG Uitgevers. Quaghebeur leidde er de Belgische activiteiten van de groep. In april 2016 maakte hij de overstap naar mediabedrijf SBS Belgium. Hij bouwde er de televisiezenders VIER, VIJF en ZES uit. In november 2020 verliet hij SBS Belgium en werd hij CEO van Mediafin, uitgever van de kranten De Tijd en L'Echo.
In november 2012 werd hij onafhankelijk bestuurder van de voetbalorganisatie Pro League, organisator van de Eerste klasse A. In oktober 2014 werd hij interim-voorzitter van de Pro League na het vertrek van Michel Dupont. In april 2015 werd hij door Roger Vanden Stock opgevolgd.